# ياقوتة الصراط في تفسير غريب القرآن
ياقوتة الصراط في تفسير غريب القرآن، هو كتاب من تأليف أبي عمر الزاهد: محمد بن عبد الواحد، المعروف بغلام ثعلب (261 هـ-345 هـ = 875-957م)، ذكر فيه تفسير الألفاظ الغريبة في القرآن الكريم، بدءا من سورة الفاتحة إلى آخر القرآن، حيث يذكر اللفظة ثم تفسيرها، وأحيانا يذكر بعض الشواهد من القرآن أو الحديث أو أشعار العرب.
يعد الكتاب من أهم كتب غريب القرآن، لتقدم زمان تأليفه، ولأنه يحوي نصوصا مهمة عن أهل اللغة المتقدمين عن زمن المؤلف والمعاصرين له. وقد طبع الكتاب في مكتبة العلوم والحكم بالمدينة المنورة بتحقيق محمد يعقوب التركستاني.

## منهج المؤلف في الكتاب
- ليس للكتاب مقدمة يبين فيها المؤلف منهجه وطريقته في الكتاب؛ ذلك لأنه كان يملي مادة الكتاب على طلبته ويكتبون عنه، حتى تم الفراغ من الإملاء ثم جمعت المادة وتألفت في كتاب واحد.
- بدأ المؤلف ذكر الغريب من سورة الفاتحة، ثم سورة البقرة، وهكذا إلى آخر القرآن بحسب ترتيب السور في المصحف.
- أحيانا يستعين في تفسير الألفاظ بذكر آية أخرى في نفس المعنى، أو قراءة في آية، أو حديث، أو قول للصحابة أو التابعين، أو أبيات شعرية، ولكنه لا يكثر من ذلك.
- ينأى في تفسيره عن ذكر الشاذ من التفسير والأقوال والآراء.[1]

## أهمية الكتاب
يعد كتاب ياقوتة الصراط من أوائل الكتب المؤلفة في موضوع تفسير غريب القرآن، فهو من أصول هذه الكتب، واعتمد عليه من صنف في فن الغريب أو التفسير ممن كان بعده، كالسجستاني، والأزهري، وابن الجوزي، والقرطبي. كما أن المؤلف يعد من أبرز المختصين في معرفة اللغة العربية في زمانه. كما أن الكتاب يحتوي نصوصا مهمة لعلماء متقدمين على المؤلف، كالكسائي، والفراء، ونصوصا لمعاصرين له، كثعلب والمبرّد.

## نماذج من الكتاب
- وَمن سُورَة الْأَنْفَال:
  - أخبرنَا أَبُو عمر - قَالَ أخبرنَا ثَعْلَب عَن ابْن الْأَعرَابِي - قَالَ: {الْأَنْفَال} [سورة الأنفال، آية (1)]: الْغَنَائِم. والأنفال - أَيْضا: مَا يدْفع بعد قسْمَة الْغَنَائِم، والنافلة: مَا يكون بعد الْفَرِيضَة. {وَجِلَتْ قُلُوبُهُمْ} [سورة الأنفال، آية (2)] أَي: اقشعرت، وخافت من الْوَعيد.[3][4]
- قال في سورة الحج:
  - {عَلَى حَرْفٍ} [سورة الحج، آية (11)] أَي: على شكّ.
  - {يَأْتُوكَ رِجَالاً} [سورة الحج، آية (27)] أَي: رجّالة، يُقَال: راجل وَرِجَال، مثل: صَائِم وَصِيَام، وقائم وَقيام.
  - {تَفَثَهُمْ} [سورة الحج، آية (29)]: قَضَاء حوائجهم من الْحلق، والتنظيف، وَأخذ الشّعْر، وَرفع الْوَسخ.[5][6]
- قال في سورة الصافات:
  - {هَلْ أَنتُم مُّطَّلِعُونَ} [سورة الصافات، آية (54)] أَي: اطلعوا، لَيْسَ هِيَ استفهاما هَاهُنَا، إِنَّمَا هِيَ بِمَعْنى الْأَمر. قَالَ: وَمِنْه لما نزلت: آيَة تَحْرِيم الْخمر قَامَ عمر - رَضِي الله عَنهُ - قَائِما بَين يَدي النَّبِي - صلى الله عَلَيْهِ وَسلم - ثمَّ رفع رَأسه إِلَى السَّمَاء، فَقَالَ: يَا رب، بَيَانا أشفي من هَذَا فِي الْخمر، فَنزلت: {فَهَلْ أَنتُم مُّنتَهُونَ} [سورة المائدة، آية (91)] قَالَ: فَنَادَى عمر: انتهينا يَا رَبنَا انتهينا.
  - {طَلْعُهَا كَأَنَّهُ رُؤُوسُ الشَّيَاطِينِ} [سورة الصافات، آية (65)] قَالَ ثَعْلَب: اخْتلف النَّاس، فَقَالَت طَائِفَة: كأنة رُؤُوس الشَّيَاطِين من الْجِنّ وَحْشَة، وَقَالَت طَائِفَة: الشَّيَاطِين - هَا هُنَا - الْحَيَّات، قَالَ: وَالْعرب تَقول إِذا فقدوا طَعَاما: أكله الشَّيَاطِين، يعنون: الْحَيَّة.[7][8]

## طبعات الكتاب
طبع الكتاب بتحقيق محمد يعقوب التركستاني، ونشرته مكتبة العلوم والحكم بالمدينة المنورة عام 1423هـ - 2002م.